# Catalogo delle navi

Mappa della Grecia omerica.

Il Catalogo delle navi (in greco antico: νεῶν κατάλογος?, neṑn katàlogos) è un passaggio del secondo libro dell'Iliade di Omero (II, 494-759) che elenca i contingenti dell'esercito acheo giunti a Troia in nave.
Il catalogo indica i nomi dei comandanti di ogni contingente, il luogo di provenienza di ogni contingente, indicato a volte con un epiteto descrittivo che completa un emistichio o articola il flusso di nomi, discendenza e luogo di provenienza; inoltre indica il numero di navi con cui ogni contingente era arrivato a Troia, con ulteriori indicazioni circa la loro importanza. Il Catalogo delle navi è seguito da un simile, anche se più corto, Catalogo dei Troiani e dei loro alleati (II, 816-877).

## Contesto storico
La designazione Catalogo delle navi suggerisce che il passaggio sia in qualche modo separabile dal suo contesto. Esso costituisce una parentesi tra due invocazioni. Nel dibattito che si è instaurato sin dall'antichità sul Catalogo, le questioni centrali riguardano la credibilità delle informazioni elencate, se il Catalogo sia stato composto da Omero stesso, fino a che punto esso rifletta un documento pre-omerico o la tradizione orale, forse risalente alla civiltà micenea, o se sia il risultato di uno sviluppo post-omerico. Il dibattito sull'identità di Omero e sull'autore dell'Iliade e dell'Odissea è denominato convenzionalmente "Questione omerica".
Prima della metà del XX secolo, era pacifico che il Catalogo delle navi non fosse opera dell'uomo che compose l'Iliade, anche se l'autore si era sforzato di renderlo un'opera d'arte; inoltre era pacifico che il materiale del testo fosse essenzialmente miceneo o sub-miceneo. Invece non c'era accordo sulla portata delle aggiunte posteriori.
Se si assume che contenga un resoconto accurato, il Catalogo delle navi fornisce un raro sommario della situazione geopolitica nella Grecia antica, in un'epoca tra l'Età del bronzo e l'VIII secolo a.C. Seguendo la teoria di Milman Parry sulla poesia orale omerica, alcuni studiosi, come Denys Page, sostengono che il Catalogo rappresenta una recitazione pre-omerica incorporata nell'epica di Omero. Alcuni sostengono che le parti delle recitazioni, come le formule che descrivono i luoghi, risalgono all'età della guerra di Troia, alla metà del XIII secolo a.C., o forse a un'epoca precedente. Altri affermano che il Catalogo risale all'epoca di Omero stesso, l'VIII secolo a.C., e rappresenta un anacronistico tentativo di imporre informazioni contemporanee a eventi accaduti cinque secoli prima.
Secondo una teoria intermedia, il Catalogo si è formato in un processo di accrescimento che ha accompagnato la tradizione orale del poema e riflette la graduale inclusione delle città di mecenati locali, protettori dei singoli cantori. In un recente studio sul Catalogo, Edward Visser dell'Università di Basilea, conclude che il Catalogo è compatibile con il resto dell'Iliade nella sua tecnica di improvvisazione ritmica, che l'ordine dei nomi ha un significato e che gli epiteti geografici indicano una concreta conoscenza geografica. Visser sostiene che questa conoscenza fu trasmessa dal mito eroico e ogni sezione geografica introduce elementi di mito eroico. W. W. Minton colloca il Catalogo all'interno di simili "enumerazioni" in Omero ed Esiodo e suggerisce che in parte il loro scopo era quello di impressionare l'uditorio con una dimostrazione di memoria da parte dell'aedo.
La caratteristica più notevole della geografia del catalogo è che non rappresenta la Grecia dell'Età del ferro, cioè l'epoca in cui visse Omero. A quell'epoca un gruppo di tribù, i Dori, avevano invaso la Grecia occidentale, il Peloponneso e Creta, mentre le coste della Ionia erano densamente popolate da un popolo che sosteneva di discendere da famiglie delle regioni neo-doriche della Grecia. La parte nord-occidentale della Grecia non è mai menzionata e questi popoli (epiroti, macedoni, alcuni tessali ecc.) pensavano di essere di stirpe dorica. Il Catalogo ritrae invece delle città-stato unite tra di loro da legami non molto stretti, soprattutto della Grecia continentale, governate da dinastie ereditarie sotto l'egemonia de re di Micene. Praticamente nessuno di loro è dorico e i greci della Ionia mancano quasi del tutto. Questa fotografia politica è innegabilmente una fotografia della Grecia della tarda età del bronzo, ma con delle eccezioni. Mancano infatti diverse cittadelle fortificate fiorenti nella tarda età del bronzo (in particolare nelle isole Cicladi ed Egee), anche se l'assenza di numerose realtà politiche micenee non implica necessariamente che furono dimenticate e sono possibili anche altre ipotesi: ad esempio non erano città legate all'alleanza con Agamennone e Menelao, e quindi non presero parte alla spedizione.
Un altro dato da sottolineare è la presenza di due ordini di dati nel catalogo: il numero dei regni che partecipò all'alleanza achea contro Troia e il numero dei soldati (approssimato in base alla navi) che questi mobilitarono. La verosimiglianza di un dato è indipendente da quella dell'altro: anche oggi è di dominio comune ricordare quali Stati europei parteciparono alla prima o alla seconda guerra mondiale e quali restarono neutrali, mentre le dimensioni degli eserciti sono dati ricordati solo dagli specialisti.

## Il Catalogo
Il Catalogo greco elenca ventinove contingenti guidati da 46 comandanti, per un totale di 1.186 navi. Se consideriamo il numero dei Beoti di 120 uomini per nave, il risultato è un totale di 142.320 uomini trasportati nella Troade. Essi sono chiamati con vari etnonimi e vivevano in 164 luoghi descritti da toponimi. Quasi tutti questi luoghi sono stati identificati ed erano occupati durante la tarda età del bronzo. I termini Danai, Argivi e Achei o "figli degli Achei" sono usati per l'esercito nel suo complesso.
| Verso | Etnia                             | Numero di navi                                      | Comandanti                                                                 | Luogo di provenienza (in ordine alfabetico) |
| ----- | --------------------------------- | --------------------------------------------------- | -------------------------------------------------------------------------- | --- |
| 2.494 | Beoti                             | 50, ciascuna con 120 uomini                         | Tersandro (poi guidati da Peneleo, Leito, Arcesilao, Protoenore e Clonio). | Aliarto, Antedone, Arne, Aulide, Cheronea, Cope, Eleone, Erythres, Eteone, Eutresi, Glisanto, Graia, Ile, Ilisio, Iria, Medeone, Micalesso, Midea, Nisa, Ocalea, Onchesto, Peteone, Platea, Scheno, Scolo, Tebe, Tespia, Tisbe. |
| 2.511 | Mini                              | 30                                                  | Ascalafo e Ialmeno.                                                        | Aspledonte, Orcomene. |
| 2.517 | Focesi                            | 40                                                  | Schedio ed Epistrofo.                                                      | Anemorea, fiume Cefiso, Ciparisso, Crisa, Daulide, Iampoli, Lilaia, Panopeo, Pito. |
| 2.527 | Locresi                           | 40                                                  | Aiace Oileo.                                                               | Augea, Bessa, Calliaro, Cino, Oponto, Scarfe, Tarfe, Tronio. |
| 2.537 | Abanti                            | 40                                                  | Elefenore.                                                                 | Calcide, Cerinto, Dione, Eretria, Istiea, Styra. |
| 2.546 | Ateniesi                          | 50                                                  | Menesteo (poi guidati da Acamante e Demofonte, i figli di Teseo).          | Atene. |
| 2.557 | abitanti di Salamina              | 12                                                  | Aiace Telamonio.                                                           | Salamina. |
| 2.559 | Argivi/Achei                      | 80                                                  | Diomede con i luogotenenti Stenelo ed Eurialo.                             | Argo, Asine, Egina, Eione, Epidauro, Ermione, Masete, Tirinto, Trezene. |
| 2.569 | Nessun nome dato                  | 100                                                 | Agamennone, comandante supremo dell'esercito acheo.                        | Aretirea, Cleone, Corinto, Egio, Elice, Gonoessa, Iperesia, Micene, Ornea, Pellene, Sicione. |
| 2.581 | Lacedemoni                        | 60                                                  | Menelao, fratello di Agamennone, marito di Elena.                          | Amicle, Augea, Brisea, Elo, Etilo, Laa, Messe, Pharis, Sparta. |
| 2.592 | Nessun nome dato                  | 90                                                  | Nestore.                                                                   | Alfeo, Anfigenia, Arene, Ciparissento, Dorio, Elo, Pilo, Pteleo, Trio. |
| 2.603 | Arcadi                            | 60                                                  | Agapenore.                                                                 | Cillene, Enispe, Feneo, Mantinea, Orcomene, Parrasia, Ripe, Stinfalia, Stratie, Tegea. |
| 2.615 | Epei                              | 40                                                  | Anfimaco, Talpio, Diore e Polisseno.                                       | Alisio, Buprasio e le terre comprese da Irmine, Mirsino, Olenia. |
| 2.624 | abitanti di Dulichio              | 40                                                  | Megete.                                                                    | Dulichio, Echinadi. |
| 2.631 | Cefalleni                         | 12                                                  | Ulisse.                                                                    | Crocilea, Egilipa, Itaca, Nerito, Same, Zacinto (isole e le coste di fronte). |
| 2.638 | Etoli                             | 40                                                  | Toante.                                                                    | Calcide, Calidone, Oleno, Pilene, Pleurone. |
| 2.645 | Cretesi                           | 80                                                  | Idomeneo e Merione.                                                        | Cnosso, Festo, Gortina, Licasto, Litto, Mileto, Ritio e altre centinaia di città. |
| 2.653 | Rodii                             | 9                                                   | Tlepolemo.                                                                 | Camiro, Ialiso, Lindo. |
| 2.671 | abitanti di Sime                  | 3                                                   | Nireo.                                                                     | Simi. |
| 2.676 | Nessun nome dato                  | 30                                                  | Fidippo e Antifo.                                                          | Isole Calidne, Caso, Coo, Crapato, Nisiro. |
| 2.681 | Pelasgi, Mirmidoni, Elleni, Achei | 50                                                  | Achille (poi guidati da Neottolemo).                                       | Alo, Alope, Argo Pelasga, Ftia, Eraclea Trachinia. |
| 2.695 | Nessun nome dato                  | 40                                                  | Protesilao (poi guidati da Podarce).                                       | Antron, Filace, Itona, Piraso, Pteleo. |
| 2.711 | Nessun nome dato                  | 11                                                  | Eumelo di Fere.                                                            | Boibe, Fere, Glafire, Iolco. |
| 2.716 | Nessun nome dato                  | 7, ciascuna con 50 rematori che erano anche arcieri | Filottete (poi guidati da Medonte).                                        | Melibea, Metone, Olizone, Taumacia. |
| 2.729 | Nessun nome dato                  | 30                                                  | Podalirio e Macaone.                                                       | Ecalia, Itome, Trikala. |
| 2.734 | Nessun nome dato                  | 40                                                  | Euripilo.                                                                  | Asterio, sorgente di Iperea, Ormenio, Titano. |
| 2.738 | Lapiti                            | 40                                                  | Polipete e Leonteo.                                                        | Argissa, Elone, Girtone, Oloossono, Orte. |
| 2.748 | Enieni, Perebi                    | 22                                                  | Guneo.                                                                     | Cifo, Dodona, Gonnoi, rive del Titaresio. |
| 2.756 | Magneti                           | 40                                                  | Protoo.                                                                    | Insediamenti intorno al fiume Peneo e al Monte Pelio. |